# Manifest Anarquista
El Manifest Anarquista (Manifeste de l'Anarchie), és una obra en francès d'Anselme Bellegarrigue i destaca per ser el primer manifest anarquista. Va ser escrit el 1850 i publicat en el primer número del periòdic L'anarchie, journal de l'ordre, deu anys després que Pierre-Joseph Proudhon es convertís en la primera persona autoanomenada anarquista amb la publicació de Què és la propietat?.
En ell, Bellegarrigue advoca per ignorar l'Estat i als partits polítics, crida a exercir la sobirania individual, defensa un sistema polític democràtic basat en administracions locals de lliure adhesió i cooperació, i defensa una economia de mercat popular i antimonopolista contra les elits i el govern.